# Остербі (Рендсбург-Екернферде)
Остербі (нім. Osterby), також Естербю (дан. Østerby) — громада в Німеччині, розташована в землі Шлезвіг-Гольштейн. Входить до складу району Рендсбург-Екернферде. Складова частина об'єднання громад Гюттенер-Берге.
Площа — 9,84 км2. Населення становить 1045 ос. (станом на 31 грудня 2020).